# ميكائيل إسحاق
ميكائيل اسحاق (بالسويدية: Mikael Ishak)‏ (31 مارس 1993 سودرتاليا السويد - ) هو لاعب كرة قدم سويدي، يلعب كمهاجم، شارك في كرة القدم في الألعاب الأولمبية الصيفية 2016.

## مسيرته الكروية
لعب ميكائيل اسحاق خلال مسيرته الاحترافية مع 6 أندية في ثلاثة عشر موسمًا وسجل خلالها 69 هدفًا ضمن 247 مباراة. ولم يفز بأي موسم بالكأس أو بالدوري.
خاض ميكائيل اسحاق مسيرته مع نادي آسيريسكا في عامي 2010-2012 ولمدة موسمين، مشاركًا في 47 مباراة سجل خلالها 13 هدفًا. ثم انتقل إلى نادي كولن في موسم 2011–12 ولمدة موسمين، حيث شارك في 18 مباراة ولم يسجل أي هدف. لينتقل بعدها إلى نادي سانت غالن في موسم 2012–13 لمدة موسم واحد، مشاركًا في 13 مباراة سجل خلالها 3 أهداف. ثم انتقل إلى نادي كروتوني في موسم 2013–14 لمدة موسم واحد، مشاركًا في 23 مباراة سجل خلالها 4 أهداف. هذا وانتقل لاحقًا إلى نادي راندرس في موسم 2014–15 واستمر معه طيلة ثلاثة مواسم، مشاركًا في 71 مباراة سجل خلالها 32 هدفًا. ثم انتقل بعدها إلى نادي نورنبرغ في موسم 2016–17 ليلعب معه أربعة مواسم، مشاركًا في 75 مباراة سجل خلالها 17 هدفًا.

## روابط خارجية
- ميكائيل إسحاق على موقع الاتحاد الأوربي (الإنجليزية)
- ميكائيل إسحاق على موقع اتحاد السويد (السويدية)
- ميكائيل إسحاق على موقع قاعدة بيانات كرة القدم.إي يو (الإنجليزية)
- ميكائيل إسحاق على موقع بيانات كرة القدم. دي إي (الألمانية)
- ميكائيل إسحاق على موقع ناشيونال فوتبول تيمز (الإنجليزية)
- ميكائيل إسحاق على موقع Soccerway.com (الإنجليزية)
- ميكائيل إسحاق على موقع عالم كرة القدم.نت (الإنجليزية)
- ميكائيل إسحاق على موقع اللجنة الأولمبية الدولية (الإنجليزية)
- ميكائيل إسحاق على موقع أوليمبيديا (الإنجليزية)
- ميكائيل إسحاق على موقع اللجنة الأولمبية السويدية (السويدية)